# Grammofonleverantörernas förening
Grammofonleverantörernas förening (in acronimo GLF) è stata un'organizzazione svedese che rappresentava l'industria musicale in Svezia attiva tra il 1975 e il 2021.
I membri di GLF erano in tutto sette etichette: Cosmos Music Group, EMI Svenska (del gruppo EMI), Network Entertainment Group, Sony BMG Music Entertainment Sweden (del gruppo Sony), Sound Pollution, Universal Music Sweden (del gruppo Universal) e Warner Music Sweden (del gruppo Warner).
A partire dal 1986 ha gestito il catalogo online Grammotex. Dal 1964 ha stilato delle statistiche sulle vendite del settore musicale, stilando a partire tra il 2007 e il 2010 la Sverigetopplistan (passata poi alla IFPI Sverige).